# Okrajnik (Jawor)
Pour l’article homonyme, voir Okrajnik.
Okrajnik est une localité polonaise de la gmina de Bolków, située dans le powiat de Jawor en voïvodie de Basse-Silésie.